# Кута
Кута, Кува (шум. Gudua) — місто в Вавилонії, згадується у 4 кн. Царств ( 17) як одне з місць, де були поселені 10 племен Ізраїлю і де вони поклонялися місцевому богу Нерґалу.
Руїни міста були відкриті Ормузом Рассамом на північний схід від Вавилона, на пагорбі Телль-Ібраїм; можна навіть дізнатися місце храму Нерґала та його дружини. І в ассирійських гімнах Нерґал згадується як володар Кути.
Безліч жителів Кути були переселені в Самарію після завоювання її ассирійським царем Саргоном II. 
Ім'я «кутяни» у сирійців і в талмуді рівнозначне із самаритянами.